# Túc Trưng
Túc Trưng là một xã thuộc huyện Định Quán, tỉnh Đồng Nai, Việt Nam.
Xã Túc Trưng có diện tích 49,54 km², dân số năm 1999 là 10.251 người, mật độ dân số đạt 207 người/km².

## Hành chính
Xã Túc Trưng được chia thành 7 ấp: 94, Đồn Điền 1, Đồn Điền 2, Đồng Xoài, Đức Thắng, Hòa Bình, Suối Dzui.

## Lịch sử
Ngày 25 tháng 1 năm 2007, Uỷ ban Nhân dân tỉnh Đồng Nai ban hành Quyết định 246/QĐ-UBND, trong đó thành lập ấp Suối Dzui từ một phần diện tích ấp 94.